# 陳鑨
陳鑨（1506年—？），字世嘉，浙江嚴州府分水縣人，民籍，明朝政治人物。

## 生平
順天府鄉試第十八名舉人。嘉靖二十年（1541年）中式辛丑科會試第八十名，登第三甲第十二名進士。

## 家族
曾祖陳公勉；祖父陳傑；父陳謐，母方氏；繼母王氏。慈侍下。